# CAT-1
CAT-1, acrônimo de Capsule Ariane Technologique 1, foi um satélite artificial da ESA lançado em 24 de dezembro de 1979 com o primeiro foguete Ariane 1 a partir do Centro Espacial de Kourou.

## Características
O CAT-1 foi uma cápsula de tecnologia posta em órbita durante o lançamento do primeiro foguete Ariane 1. Com 1602 kg de massa, foi colocado em uma órbita inicial de 125 km de perigeu, 14.047 km de apogeu, uma inclinação orbital de 17,8 graus e um período de 259,1 minutos. A cápsula funcionava com baterias e foi projetada para durar 8 órbitas. Sua função era recolher informações sobre o foguete durante o lançamento e colocação em órbita e retransmitir para a terra para obter dados com os quais validar o foguete.